# رابعة العدوية (فلم)
رابعة العدوية فيلم من إنتاج العام 1963 والتي تسرد قصة عن الزاهدة رابعة بنت إسماعيل العدوي. أقام ببطولته ببراعة الفنانة نبيلة عبيد. أثار الفيلم جدلا كبيرا وقت صدوره في دور السينما لعدم مصداقيته في سرد الأحداث الحقيقية للشخصية. وأيضا يرى بعض النقاد وبعض الكتاب ان شخصية رابعة العدوية هي بالأساس وهمية اخترعها الصوفيون

## أحداث وقصة الفيلم
علية سيدة محسنة تتصدق على الفقراء ومن بينهم رابعة العدوية التي طلبت منها الحضور إليها في مدينة البصرة. تتفاجؤ رابعة بهجوم اللصوص عليها وعلى المسافرين إلى مدينة البصرة و لكن ينقذها فارس مقدام يدعى عصام، من اللصوص، الذي يخبرها أنه سيلحق بها إلى البصرة، ثم تقابل رابعة في الغابة الشيخ سومان، الذي يخبرها أن المدينة ليس بها مكان لها و عليها العودة؛ و لكن وعود علية وهيبة عصام الذين طلبوا رؤيتها في المدينة كانت أقوى من نصيحة الشيخ سومان. تصل رابعة إلى البصرة حيث تقابل صابر وزوجته، فيدّعي أنه سيكون بمثابة أب لها فيستضيفها لديه ثم يجعلها ساقية في المساء لتجار البصرة...

## طاقم الفيلم
- نبيلة عبيد:رابعة العدوية
- عماد حمدي: عصام الدين
- فريد شوقي: خليل
- حسين رياض: الشيخ ثوبان ذو النون المصري
- زوزو نبيل: عالية
- عبد الله غيث:لص
- نظيم شعراوي: هارون الرشيد
- عبد الغنى قمر: تاجر العبيد
- سامية رشدى: زوجة تاجر العبيد
- سلوى محمود: عابدة
- شريفة ماهر: دلال
- محمد صبيح: قاطع طريق
- فيكتوريا كوهين
- خالد العجبانى
- إبراهيم عمارة
- حسن حامد
- حسين رياض
- أحمد سعيد
- علي قدري
- علي رشدي
- بدر نوفل
- عبد المنعم السعودي
- عباس رحمى
- إبراهيم رمزى
- عمر عفيفي
- محمد أباظة
- محمد الهواري

## روابط خارجية
- رابعة العدوية على موقع IMDb (الإنجليزية)
- رابعة العدوية على موقع الدهليز
- رابعة العدوية على موقع قاعدة بيانات الأفلام العربية
- رابعة العدوية على موقع قاعدة بيانات الفيلم (الإنجليزية)
- رابعة العدوية على موقع ليتربوكسد (الإنجليزية)